# احمد محمد رضا
احمد محمد رضا (انگلیسی: Ahmed Mohamed Reda؛ زادهٔ ۹ نوامبر ۱۹۳۹) بازیکن فوتبال است.
وی همچنین در تیم ملی فوتبال مصر بازی کرده‌است.